# Liste von Comic-Künstlern aus dem deutschsprachigen Raum
Die Liste von Comic-Künstlern aus dem deutschsprachigen Raum führt Zeichner und Szenaristen von Comics auf, deren Wirken oder Herkunft mit diesem Sprachraum verbunden ist.

## A
- Claudia Ahlering (* 1972)
- Horst Alisch (1925–2020)
- Andreas → Andreas Martens
- Michael Apitz (* 1965)
- Ully Arndt (* 1961)
- Ivica Astalos (* 1954)
- Asu → DuO
- ATAK (* 1967 als Georg Barber)
- Stefan Atzenhofer (* 1972), Tooncafe
- Mike Van Audenhove (1957–2009)

## B
- Max Baitinger (* 1982)
- Martin Baltscheit (* 1965)
- Sharmila Banerjee (* 1979)
- Ferdinand Barlog (1895–1955)
- Gerd Bauer (1957–2017)
- Christina Bäumerich (* 1984)
- Beatbox Eliot (* 1972)
- Benedikt Beck (* 1985)
- Franziska Becker (* 1949)
- Arne Bellstorf (* 1979)
- Harm Bengen (* 1955)
- Frauke Berger (* 1991)
- Julia Bernhard (* 1992)
- Michael Beyer (* 1968)
- Hannes Binder (* 1947)
- Lo Graf von Blickensdorf (* 1951)
- Willi Blöß (* 1958)
- David Boller (* 1968)
- Viktor Bogdanovic (* 1981)
- Rolf Boyke (* 1952)
- Eckart Breitschuh (* 1964)
- Stella Brandner
- Tina Brenneisen (* 1977)
- Niels Brodersen (* 1977)
- Brösel → Rötger Feldmann
- Vicco von Bülow (1923–2011), Loriot
- Tomas Bunk (* 1945)
- Sarah Burrini (* 1979)
- Wilhelm Busch (1832–1908)
- Steffen Butz (* 1964)

## C
- Cefischer → Carl Ernst Fischer
- Marvin Clifford (* 1983)
- Klaus Cornfield (* 1964)

## D
- Tobi Dahmen (* 1971)
- Manfred Deix (1949–2016)
- Anne Delseit (* 1986)
- Martin tom Dieck (* 1963)
- Andreas Dierßen (* 1962)
- Dietwald Doblies (1962–2021)
- DuO = Dorota Grabarczyk (*  1985, Reami ) und Olga Andriyenko (* 1986, Asu )

## E
- e.o.plauen → Erich Ohser
- Andreas Eikenroth (* 1966) AE
- Erbse
- Volker Ernsting (1941–2022)

## F
- Christian „Chrigel“ Farner (* 1972)
- Nico Fauser (* 1989)
- Rötger Feldmann (* 1950), Brösel
- Anke Feuchtenberger (* 1963)
- Fil → Philip Tägert
- Carl Ernst Fischer (1900–1974)
- Flix (* 1976 als Felix Görmann)
- Fraro
- Martin Frei (* 1964)
- Lisa Frühbeis (* 1987)
- David Füleki (* 1985)

## G
- Zofia Garden
- Oliver Gaspirtz (* 1970)
- Peter Gaymann (* 1950), P. GAY
- Kristina Gehrmann (* 1989)
- Oliver Gerke (* 1973)
- Robert Gernhardt (1937–2006)
- Eugen Gliege (* 1949)
- Jul Gordon (* 1982)
- Ulf S. Graupner (* 1964)
- Jan Gulbransson (* 1949)
- Jürgen Günther (1938–2015)

## H
- Gerhard Haderer (* 1951)
- Anike Hage (* 1985)
- Anna Haifisch (* 1986)
- Richard Hambach (1917–2011)
- Hannes Hegen (1925–2014)
- Bob Heinz (1923–1984)
- Sophia Hirsch (* 1987)
- Anna Hollmann (* 1983)
- Michael Holtschulte (* 1979)
- Norbert Höveler (* 1958)
- Line Hoven (* 1977)

## I
- Burkhard Ihme (* 1954)

## J
- Jamiri (* 1966)
- JoKeR (* 1976 als Jens Konnerth)
- Lukas Jüliger (* 1988)
- Florian Julino (1939–2023)

## K
- Ulf K. (* 1969)
- Dieter Kalenbach (1937–2021)
- Kathi Käppel (* 1977)
- Branimir Karabajić (1925–2003)
- Stephan Katz (* 1970)
- Daniel Kaufmann
- Rolf Kauka (1917–2000)
- Torsten Kauke (* 1967)
- Murat Kaya (* 1971)
- Walter Kellermann (1923–1990)
- Johann Kiefersauer (* 1948)
- Jürgen Kieser (1921–2019)
- Haimo Kinzler (* 1960)
- Bernd Kissel (* 1978)
- Nic Klein (* 1978)
- Reinhard Kleist (* 1970)
- Nicole Klementz
- Katja Klengel (* 1988)
- Hartmut Klotzbücher (* 1961)
- Ladislaus Kmoch (1897–1971)
- Elisabeth Kmölniger (1947–2018)
- Willi Kohlhoff (1906–1988)
- Roland Kohlsaat (1913–1978)
- Ralf König (* 1960)
- Heinz Körner (* 1940)
- Thomas Körner (* 1960)
- Hans Kossatz (1901–1985)
- Laabs Kowalski (* 1962)
- Isabel Kreitz (* 1967)
- Matthias Kringe (* 1961)
- Peter Krisp
- Olivier Kugler (* 1970)
- Anke Kuhl (* 1970)
- Jonathan Kunz (* 1988)
- Levin Kurio (* 1977)
- Werner Tiki Küstenmacher (* 1953)
- Rolf Kutschera (1949–2020)
- Falko Kutz (* 1978)
- Nana Yaa Kyere (* 1991)
- Torsten Kyon (* 1959)

## L
- Robert Labs (* 1982)
- Dorthe Landschulz (* 1976)
- Laska Comix = Elke Reinhart (* 1967) und Gerhard Schlegel (* 1966)
- layann
- René Lehner (* 1955)
- Luka Lenzin (* 1980)
- Kim Liersch → Tamasaburo
- Diana Liesaus
- An Lin (* 1984 als Carina Kolbowski)
- André Linke → An Lin
- Carina Linke → An Lin
- Loriot → Vicco von Bülow

## M
- Vladimir Magdić (1931–2011)
- Nicolas Mahler (* 1969)
- Marie Marcks (1922–2014)
- Josephine Mark (* 1981)
- Andreas Martens (* 1951), Andreas
- Wolf-Rüdiger Marunde (* 1954)
- Mawil (* 1976)
- Til Mette (* 1956 als Gotthard-Tilmann Mette)
- Alfred von Meysenbug (1940–2020)
- Andreas Michalke (* 1966)
- Walter Moers (* 1957)
- Monozelle → Ingo Römling
- Lillian Mousli (* 1960)
- Christoph Mueller (* 1980)
- Helmut Murek (* 1948)

## N
- Thomas Nachlik (* 1972)
- Gabriel Nemeth (* 1957)
- Walter Neugebauer (1921–1992)
- Alfred Neuwald (* 1962)
- Friedrich Nickel (1910–1985)
- Georg Nickel (1950–2015)
- Helmut Nickel (1924–2019)
- Ralph Niese (1983–2020)
- Nina Nowacki (* 1987)

## O
- Erich Ohser (1903–1944), e.o.plauen
- OL → Olaf Schwarzbach
- Nils Oskamp (* 1969)
- Otto → Otto Waalkes

## P
- Paul Paetzel (* 1984)
- Ralf Palandt (* 1965)
- Judith Park (* 1984)
- Andreas Pasda (* 1961)
- Marika Paul
- Ralf Paul (* 1971)
- Martin Perscheid (1966–2021)
- Martina Peters (* 1985)
- Martin Pfaender (* 1956)
- Bernd Pfarr (1958–2004)
- Robert Platzgummer (1975–2016)
- E.O. Plauen → Erich Ohser
- Karl Pommerhanz (1857 – um 1940)
- Mikiko Ponczeck (* 1984), Zombiesmile
- Chlodwig Poth (1930–2004)
- Hans Jürgen Press (1926–2002)
- Ronald Putzker (* 1962)

## R
- Erich Rauschenbach (* 1944)
- Rautie (* 1968)
- Reami → DuO
- Volker Reiche (* 1944)
- Jan Reiser (* 1978)
- Lona Rietschel (1933–2017)
- Riccardo Rinaldi (1945–2006)
- Olga Rogalski
- Ingo Römling (* 1969), Monozelle
- Mikaël Ross (* 1984)
- Ralph Ruthe (* 1972)
- Michael Ryba (1947–2014)

## S
- Marie Sann (* 1986)
- Lisa Santrau (* 1987)
- Joscha Sauer (* 1978)
- Chris Scheuer (* 1952)
- Harry Schlegel (1930–2009)
- Martin Schlierkamp (* 1972)
- Ralf Schlüter (* 1962)
- Sabrina Schmatz (* 1983)
- Claudya Schmidt (* 1986)
- Kim Schmidt (* 1965)
- Kurt Ludwig Schmidt (1909–1962), [„Becker“-]Kasch
- Manfred Schmidt (1913–1999)
- Erich Schmitt (1924–1984)
- Thomas Schmitt (* 1951)
- Melanie Schober (* 1985)
- Harald Schröder (* 1966)
- Ulrich Schröder (* 1964)
- Heinz Schubel (1906–1997)
- Matthias Schultheiss (* 1946)
- Dirk Schulz (* 1965)
- Olaf Schumacher
- Schwarwel (* 1968 als Thomas Meitsch)
- Olaf Schwarzbach (* 1965), OL
- Dirk Seliger (* 1970)
- Gerhard Seyfried (* 1948)
- Guido Sieber (* 1963)
- Ted Sieger (* 1958)
- Harald Siepermann (1962–2013)
- Brigitte Smith (* 1938)
- Alice Socal (* 1986)
- Wolfgang Sperzel (* 1956)
- Volker Sponholz (* 1966)
- Niki Smith
- Uli Stein (1946–2020)
- Inga Steinmetz (* 1983)
- Daniel Stieglitz (* 1980)
- Paulina Stulin (* 1985)
- Jan Suski (* 1964)

## T
- Philip Tägert (* 1966), Fil
- Tamasaburo (* 1989 als Kim Liersch)
- Till Thomas (* 1979)
- Tooncafe = Stefan Atzenhofer und Regina Mischeff
- Egon von Tresckow (1907–1952), Tres.

## V
- Olivia Vieweg (* 1987)
- Viviane (* 1983)

## W
- Michael Waaler (* 1975)
- Otto Waalkes (* 1948), Otto
- F. K. Waechter (1937–2005)
- Philip Waechter (* 1968)
- Hansrudi Wäscher (1928–2016)
- Thomas Wellmann (* 1983), Wellmaus
- Gina Wetzel (* 1985)
- Birgit Weyhe (* 1969)
- Daniela Winkler (* 1988)
- Patrick Wirbeleit (* 1971)
- Heinz Wolf (* 1959)
- Natalie Wormsbecher (* 1986)
- Timo Würz (* 1973)
- Sascha Wüstefeld (* 1975)

## Y
- Barbara Yelin (* 1977)
- Reyhan Yıldırım (* 1987)

## Z
- Martin Zak (* 1972)
- Gin Zarbo (* 1993)
- Minou Zaribaf (* 1970)
- Zombiesmile → Mikiko Ponczeck